# Arreskov Sø
Arreskov Sø är en sjö i Danmark.   Den ligger i Fåborg-Midtfyns kommun i Region Syddanmark, i den södra delen av landet, 150 km väster om Köpenhamn. Sjön har sitt utlopp i Odense Å. 
Arreskov Sø ligger 33 meter över havet. Arean är 3,14 kvadratkilometer. Den är den största sjön på ön Fyn. Trakten runt Arreskov Sø består till största delen av jordbruksmark. Ett område på 657 ha utgör Natura 2000 området Arreskov Sø.